# Аграте-Контурбия
Аграте-Контурбия (итал. Agrate Conturbia) — коммуна в Италии, располагается в регионе Пьемонт, в провинции Новара.
Население составляет 1371 человек (2008 г.), плотность населения составляет 94 чел./км². Занимает площадь 15 км². Почтовый индекс — 28010. Телефонный код — 0322.
Покровителем коммуны почитается святой Виктор Мавр, празднование в первое  воскресение августа.

## Демография
Динамика населения:

## Администрация коммуны
- Официальный сайт: http://www.comune.agrateconturbia.no.it/